# Barsa (ort)
Barsa är en ort i Burkina Faso.   Den ligger i provinsen Province du Bam och regionen Centre-Nord, i den centrala delen av landet, 80 kilometer norr om huvudstaden Ouagadougou. Barsa ligger 311 meter över havet och antalet invånare är 563.
Terrängen runt Barsa är platt, och sluttar söderut. Runt Barsa är det ganska tätbefolkat, med 111 invånare per kvadratkilometer.. Närmaste större samhälle är Vousnango, 6,8 kilometer norr om Barsa.
Trakten runt Barsa består i huvudsak av gräsmarker.